# Adam Buksa
Adam Buksa (ur. 12 lipca 1996 w Krakowie) – polski piłkarz, występujący na pozycji napastnika w duńskim klubie FC Midtjylland oraz w reprezentacji Polski.

## Życiorys

### Kariera klubowa

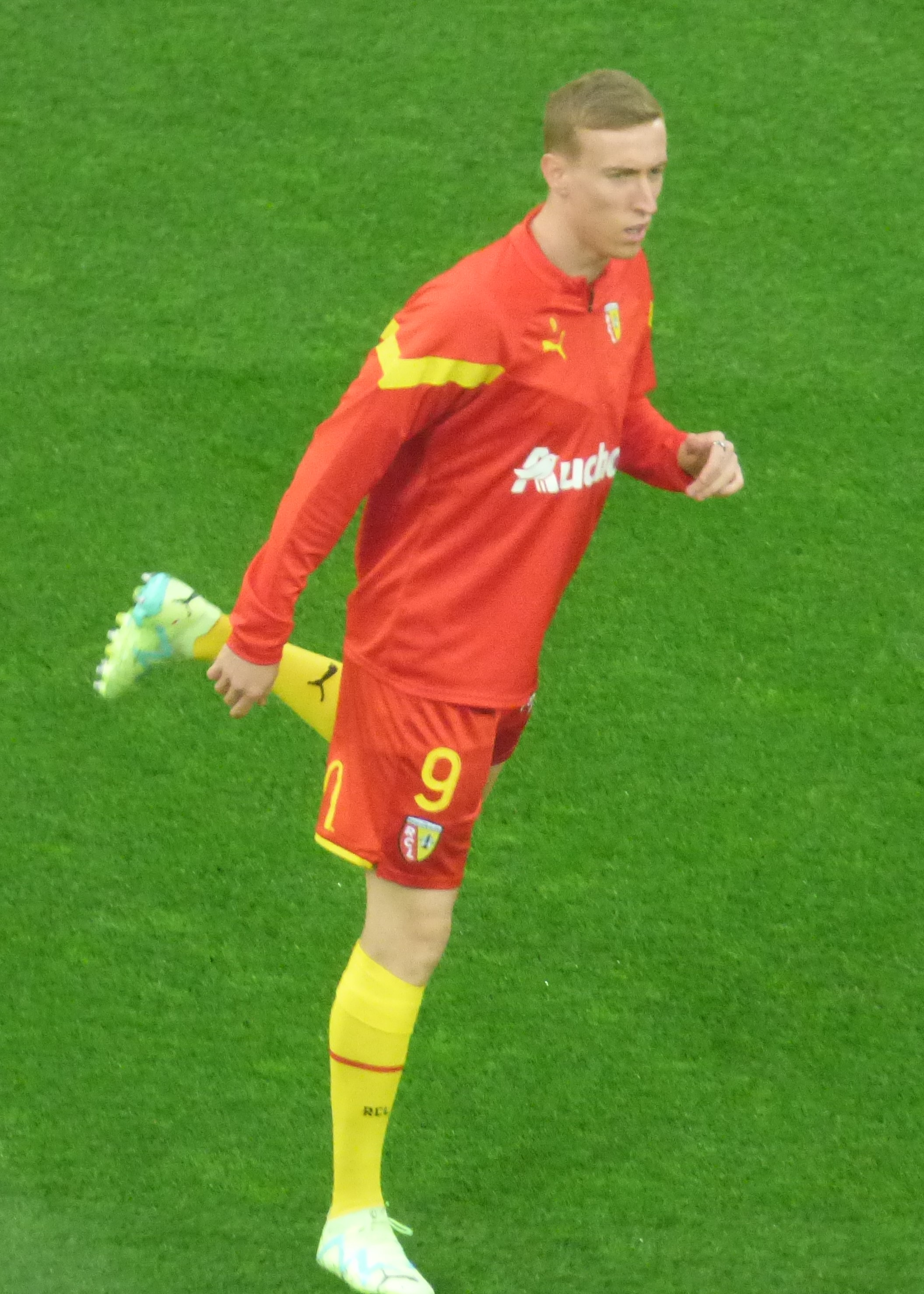
Buksa w barwach RC Lens w 2023 podczas treningu.

W wieku pięciu lat zaczął treningi w Bronowiance, skąd po dwóch latach przeszedł do szkółki Juvenii Kraków. Jako trampkarz i junior występował też w Hutniku Kraków, Wiśle Kraków i Garbarni Kraków. W Ekstraklasie zadebiutował 25 lipca 2014 w zespole Lechii Gdańsk na stadionie PGE Arena Gdańsk (Gdańsk, Polska) w wygranym 1:0 meczu 2. kolejki T-Mobile Ekstraklasy przeciwko Podbeskidziu Bielsko-Biała. W latach 2016–2018 reprezentował barwy Zagłębia Lubin, z którego w styczniu 2018 roku został wypożyczony na pół roku do Pogoni Szczecin, zdobywając wiosną 4 bramki. Po sezonie piłkarz został wykupiony przez klub z Pomorza.
W grudniu 2019 przeniósł się do amerykańskiego klubu New England Revolution z Major League Soccer, podpisując z tym klubem 3-letni kontrakt, który obowiązuje od 1 stycznia 2020, kwota odstępnego 4,2 mln euro; umowa do 31 grudnia 2022.
7 czerwca 2022 ogłoszono jego transfer do francuskiego klubu RC Lens. 18 lipca 2023 roku Buksa został wypożyczony na cały sezon z opcją wykupu do tureckiego klubu Antalyaspor. Od 10 Lipca 2024 podpisał 4 letni kontrakt z FC Midtjylland.

### Kariera reprezentacyjna
Buksa wielokrotnie był powoływany do reprezentacji młodzieżowych różnych kategorii wiekowych zdobywając w nich łącznie 6 bramek w 30 meczach. Piłkarz został włączony przez selekcjonera Marcina Dornę do reprezentacji Polski U-21 na Mistrzostwach Europy do lat 21 odbywających się w Polsce, jednak nie wystąpił na nich w żadnym spotkaniu.
5 listopada 2018(dts) roku selekcjoner reprezentacji Polski Jerzy Brzęczek ogłosił kadrę na towarzyskie spotkanie z Czechami oraz mecz Ligi Narodów z Portugalią. Wśród powołanych po raz pierwszy w karierze znalazł się Buksa, ale nie zagrał w tych meczach ani minuty. Zadebiutował 2 września 2021 w wygranym 4:1 meczu eliminacyjnym Mistrzostw Świata z Albanią, rozegranym na PGE Narodowym, w którym strzelił bramkę. Trzy dni później w wygranym 7:1 meczu z San Marino strzelił 3 bramki.

## Statystyki

### Reprezentacyjne
(aktualne na 10 czerwca 2025)
| Reprezentacja | Rok     | Mecze | Bramki |
| ------------- | ------- | ----- | ------ |
| Polska        | 2021    | 5     | 5      |
| Polska        | 2022    | 4     | 0      |
| Polska        | 2023    | 4     | 1      |
| Polska        | 2024    | 7     | 1      |
| Polska        | 2025    | 3     | 0      |
| Ogólnie       | Ogólnie | 23    | 7      |

| Mecze i gole w reprezentacji | Mecze i gole w reprezentacji | Mecze i gole w reprezentacji | Mecze i gole w reprezentacji | Mecze i gole w reprezentacji | Mecze i gole w reprezentacji | Mecze i gole w reprezentacji |
| Lp.                          | Data                         | Miasto                       | Przeciwnik                   | Gol                          | Wynik                        | Rozgrywki                    |
| ---------------------------- | ---------------------------- | ---------------------------- | ---------------------------- | ---------------------------- | ---------------------------- | ---------------------------- |
| 1.                           | 02.09.2021                   | Warszawa, Polska             | Albania                      | Gol                          | 4:1                          | el. MŚ 2022                  |
| 2.                           | 05.09.2021                   | Serravalle, San Marino       | San Marino                   | Gol · Gol · Gol              | 7:1                          | el. MŚ 2022                  |
| 3.                           | 08.09.2021                   | Warszawa, Polska             | Anglia                       |                              | 1:1                          | el. MŚ 2022                  |
| 4.                           | 09.10.2021                   | Warszawa, Polska             | San Marino                   | Gol                          | 5:0                          | el. MŚ 2022                  |
| 5.                           | 12.10.2021                   | Tirana, Albania              | Albania                      |                              | 1:0                          | el. MŚ 2022                  |
| 6.                           | 24.03.2022                   | Glasgow, Szkocja             | Szkocja                      |                              | 1:1                          | towarzyski                   |
| 7.                           | 29.03.2022                   | Chorzów, Polska              | Szwecja                      |                              | 2:0                          | el. MŚ 2022 Baraże           |
| 8.                           | 01.06.2022                   | Wrocław, Polska              | Walia                        |                              | 2:1                          | LN 2022/2023                 |
| 9.                           | 08.06.2022                   | Bruksela, Belgia             | Belgia                       |                              | 1:6                          | LN 2022/2023                 |
| 10.                          | 12.10.2023                   | Thorshavn, Wyspy Owcze       | Wyspy Owcze                  | Gol                          | 2:0                          | el. ME 2024                  |
| 11.                          | 15.10.2023                   | Warszawa, Polska             | Mołdawia                     |                              | 1:1                          | el. ME 2024                  |
| 12.                          | 17.11.2023                   | Warszawa, Polska             | Czechy                       |                              | 1:1                          | el. ME 2024                  |
| 13.                          | 21.11.2023                   | Warszawa, Polska             | Łotwa                        |                              | 2:0                          | towarzyski                   |
| 14.                          | 21.03.2024                   | Warszawa, Polska             | Estonia                      |                              | 5:1                          | el. ME 2024 Baraże półfinał  |
| 15.                          | 07.06.2024                   | Warszawa, Polska             | Ukraina                      |                              | 3:1                          | towarzyski                   |
| 16.                          | 16.06.2024                   | Hamburg, Niemcy              | Holandia                     | Gol                          | 1:2                          | ME 2024                      |
| 17.                          | 21.06.2024                   | Berlin, Niemcy               | Austria                      |                              | 1:3                          | ME 2024                      |
| 18.                          | 05.09.2024                   | Glasgow, Szkocja             | Szkocja                      |                              | 3:2                          | LN 2024/2025                 |
| 19.                          | 15.11.2024                   | Porto, Portugalia            | Portugalia                   |                              | 1:5                          | LN 2024/2025                 |
| 20.                          | 18.11.2024                   | Warszawa, Polska             | Szkocja                      |                              | 1:2                          | LN 2024/2025                 |
| 21.                          | 21.03.2025                   | Warszawa , Polska            | Litwa                        |                              | 1:0                          | el. MŚ 2026                  |
| 22.                          | 06.06.2025                   | Chorzów, Polska              | Mołdawia                     |                              | 2:0                          | towarzyski                   |
| 23.                          | 10.06.2025                   | Helsinki,Finlandia           | Finlandia                    |                              | 1:2                          | el. MŚ 2026                  |

## Życie prywatne
Jego młodszy brat Aleksander również jest piłkarzem.
Uczęszczał do I Liceum Ogólnokształcącego im. Bartłomieja Nowodworskiego w Krakowie.